# Levante Almeriense
Il 'Levante Almeriense è una comarca della provincia di Almería, nel sudest della Spagna. Fa parte delle 62 comarche dell'Andalusia. Secondo il censimento del 2011 ha una popolazione di 97.468 abitanti.

## Comuni
- Antas
- Bédar
- Carboneras
- Cuevas del Almanzora
- Garrucha
- Huércal-Overa
- Los Gallardos
- Lubrín
- Mojácar
- Pulpí
- Sorbas
- Turre
- Vera